# Andreea Navrotescu
Andreea Navrotescu est une joueuse d'échecs française née le 21 décembre 1996 en Roumanie. Elle a le titre de grand maître international féminin depuis 2022. Membre de l'équipe de France féminine, elle a remporté six fois le titre de championne de France chez les jeunes. 

## Biographie et carrière
Son père, Catalin Navrotescu, est maître international et a représenté la Roumanie comme remplaçant lors du championnat d'Europe d'échecs des nations de 1989 et de l'olympiade d'échecs de 1992.
Au niveau de sa formation, elle a fait des études linguistiques : elle possède une licence bilingue anglais-espagnol[réf. nécessaire].
Navrotescu a remporté six titres de championne de France dans le championnat de France d'échecs des jeunes (en 2008, 2010, 2012, 2013, 2014 et 2015).
En 2012, Andrea Navrotescu remporte la médaille de bronze au championnat d'Europe des moins de seize ans à Prague.
Andreea a remporté la médaille d'argent au cinquième échiquier (échiquier de réserve) lors de l'olympiade d'échecs de 2016 à Bakou.
Lors du championnat de France individuel 2019 à Chartres, elle se classa sur la troisième marche du podium, derrière les maîtres internationaux Pauline Guichard et Sophie Milliet[réf. nécessaire].
Depuis février 2021, elle est la première joueuse d'échecs française à s'associer à une équipe esports, la Team Vitality. Elle en est devenue ambassadrice.
En mars 2022, Navrotescu a gagné le tournoi « Womens' day » à Belgrade, ce qui lui a permis de réussir sa 3e et dernière condition pour devenir grand maître international féminin,.
En août 2022, elle finit à nouveau troisième du championnat de France d'échecs féminin.